# The Corries
The Corries era un grup de folk escocès dels anys 60, 70 i 80. Si bé al principi era un trio, va assolir la fama en duet format per Roy Williamson i per Ronnie Brown.

## Història
El 1962, Roy Williamson, Bill Smith i Ron Cockburn formen The Corrie Folk Trio. Després d'algunes setmanes, Cockburn deixa el grup, ja inscrit al Festival d'Edimburg. Per tal de tornar al nombre inicial, Williamson suggereix que Ronnie Brown entri al grup. La cantant irlandesa Paddie Bell també hi entra, i el grup esdevé The Corrie Folk Trio and Paddie Bell.
A principis dels anys 70 tenen força èxit, i diversos àlbums figuren en el top 50 escocès. El 1974, el seu single Flower of Scotland va ser adoptat pels seguidors de la Selecció escocesa de rugby i és, en l'actualitat, l'himne no oficial d'Escòcia.
Durant la gira de 1989, la salut de Roy Williamson empitjorà degut a un tumor cerebral. Passà els seus últims mesos a Forres, on morí el 12 d'agost del 1990. Ronnie Browne va continuar la seva carrera en solitari, si bé en el present (2008) ja està retirat. Després de marxar del trio, Paddie Belle va enregistrar diversos àlbums, principalment amb els músics irlandesos Finbar i Eddie Furey, però es va retirar de l'escena musical a mitjan anys 90 degut a problemes amb l'alcohol i de depressió. Va morir el 2005 amb 74 anys.
L'any 2007, The Corries varen entrar al Scottish Traditional Music Hall of Fame a través del Scottish Trad Music Awards de Fort William.

## Discografia
- The Corrie Folk Trio and Paddie Bell (1965)
- The Promise Of The Day (1965)
- Those Wild Corries (1966)
- Bonnet, Belt and Sword (1967)
- Kishmul's Galley (1968)
- Scottish Love Songs (1969)
- Strings and Things (1970)
- In Retrospect (1970)
- Sound The Pibroch (1972)
- A Little Of What You Fancy (1973)
- Live from Scotland Volume 1 (1974)
- Live from Scotland Volume 2 (1975)
- Live from Scotland Volume 3 (1975)
- Live from Scotland Volume 4 (1977)
- Peat Fire Flame (1977)
- Spotlight On The Corries (1977)
- Stovies (album) (1980) (live)
- A Man's A Man (1980)
- The Dawning of the Day (1982) (en viu)
- Love From Scotland (1983) (compilació)
- Scotland Will Flourish (1985) (en viu)
- Barrett's Privateers (1987) (en viu)
- The Bonnie Blue (1988) (en viu)
- Flower of Scotland (1990) (nova gravació en viu des de BBC Records)